# جيم سكوت (لاعب كرة قاعدة)
جيم سكوت (بالإنجليزية: Jim Scott)‏ هو لاعب كرة قاعدة أمريكي، ولد في 22 سبتمبر 1888 في Shenandoah, Pennsylvania ‏ في الولايات المتحدة، وتوفي في 12 مايو 1972 في ساوث باسادينا في الولايات المتحدة.

## وصلات خارجية
- جيم سكوت على موقع دوري كرة القاعدة الرئيسي (الإنجليزية)
- جيم سكوت على موقعبيزبول رفرنس.كوم (الدوري الرئيسي) (الإنجليزية)
- جيم سكوت على موقعبيزبول رفرنس.كوم (الدوري الثانوي) (الإنجليزية)